# Phi Ophiuchi
Désignations
Phi Ophiuchi (en abrégé φ Oph) est une étoile géante de la constellation zodiacale d'Ophiuchus. Elle est visible à l'œil nu avec une magnitude apparente de 4,27. D'après la mesure de sa parallaxe annuelle par le satellite Hipparcos, l'étoile est distante d'environ ∼ 244 a.l. (∼ 74,8 pc) de la Terre. Elle se rapproche du Système solaire à une vitesse radiale de −33,5 km/s.
Phi Opiuchi est une étoile géante jaune évoluée de type spectral G8+IIIa, qui a donc épuisé les réserves en hydrogène de son noyau, mais son stade évolutif précis est incertain. En 2000, D. R. Alves l'a identifiée comme une géante du red clump, située à l'extrémité rouge de la branche horizontale du diagramme H-R et qui génèrerait son énergie par la fusion de l'hélium dans son noyau. Cependant, S. Reffert et al. l'ont plutôt placé sur la branche des géantes rouges en 2015. Enfin, en 2018, une étude de S. Stock et al. qui utilise l'inférence bayésienne estime que l'étoile a une probabilité de 94 % d'être sur la branche horizontale.
Phi Opiuchi est âgée d'environ 330 millions d'années et elle est 3,16 fois plus massive que le Soleil. Son rayon est 13,4 fois plus grand que le rayon solaire, elle est environ 112 fois plus lumineuse que le Soleil et sa température de surface est de 5 131 K. L'étoile possède deux faibles compagnons visuels désignés comme composantes B et C, et situés à des séparations angulaires de 39,2 et de 119,4 secondes d'arc respectivement en 2016. Ce ne sont que des compagnons purement optiques.